# مجلس الوزراء الكويتي 1991
مجلس الوزراء الكويتي 1991 أو الحكومة الكويتية الخامسة عشر أو حكومة سعد العبد الله السادسة هي الوزارة رقم 15 في تاريخ دولة الكويت منذ الاستقلال عام 1961، وأوّل حكومة تُشكّل بعد الغزو العراقي للكويت وتحرير الكويت، تشكّلت في تاريخ 20 أبريل 1991، برئاسة ولي العهد الكويتي - آنذاك - الشيخ سعد العبد الله السالم الصباح، واستمرت حتى 7 أكتوبر 1992.

## التشكيلة الوزارية
- رئيس الوزراء: سعد العبد الله السالم الصباح
- نائب رئيس مجلس الوزراء ووزير الخارجية: سالم صباح السالم الصباح
- وزير الدولة لشؤون البلدية: إبراهيم ماجد الشاهين
- وزير الداخلية: أحمد الحمود الجابر الصباح
- وزير التخطيط: أحمد علي الجسار
- وزير الكهرباء والماء: أحمد العدساني
- وزير الإعلام: بدر جاسم اليعقوب
- وزير المواصلات: حبيب جوهر حيات
- وزير النفط: حمود عبد الله الرقبة
- وزير التربية: سليمان سعدون البدر
- وزير الدولة لشؤون مجلس الوزراء: ضاري عبد الله العثمان
- وزير التجارة والصناعة: عبد الله حسن الجارالله
- وزير الأشغال العامة: عبد الله يوسف القطامي
- وزير الصحة العامة: عبد الوهاب الفوزان
- وزير الدفاع: علي صباح السالم الصباح
- وزير التعليم العالي: علي عبد الله الشملان
- وزير العدل والشؤون القانونية: غازي عبيد السمار
- وزير الأوقاف والشؤون الإسلامية: محمد صقر المعوشرجي
- وزير الدولة لشؤون الإسكان: محمد عبد المحسن العصفور
- وزير المالية: ناصر عبد الله الروضان
- وزير الشؤون الاجتماعية والعمل: نواف الأحمد الجابر الصباح